# Marian Widz
Marian Andrzej Widz (ur. 6 lipca 1965 w Janowie Lubelskim) – polski polityk, rolnik, bibliotekarz, poseł na Sejm IV kadencji.

## Życiorys
Uzyskał wykształcenie średnie policealne, ukończył Bibliotekarskie Studium Zaoczne w Lublinie. Podjął, nieukończone ostatecznie, studia z zakresu teologii. Pracował w bibliotece w Janowie Lubelskim. Był sołtysem w Andrzejowie w powiecie janowskim. Prowadzi 3-hektarowe gospodarstwo rolne.
W wyborach parlamentarnych w 2001 startował z listy Samoobrony RP w okręgu lubelskim, jednak mandatu nie uzyskał (otrzymał 4420 głosów). W wyborach samorządowych w 2002 bez powodzenia ubiegał się o urząd wójta gminy Godziszów. W tych samych wyborach został radnym powiatu janowskiego. Mandat wkrótce utracił po skazaniu prawomocnym wyrokiem za prowadzenie pojazdu mechanicznego w stanie nietrzeźwości. Sąd wymierzył mu za to w 2002 karę pół roku pozbawienia wolności z warunkowym zawieszeniem jej wykonania na dwuletni okres próby oraz karę grzywny w wymiarze 800 zł.
W lipcu 2003 objął mandat posła IV kadencji po śmierci Józefa Żywca. Zasiadał w Komisji do Spraw Kontroli Państwowej oraz w Komisji Gospodarki. Od 2003 do 2005 był sekretarzem zarządu Samoobrony RP w województwie lubelskim.
W wyborach parlamentarnych w 2005 bezskutecznie starał się o reelekcję (dostał 2108 głosów), a rok później bez powodzenia kandydował do rady powiatu. Następnie wystąpił z Samoobrony RP. Później członek rady krajowej partii Samoobrona. W październiku 2012 został jej przewodniczącym w województwie lubelskim, a w 2015 był jej kandydatem do Sejmu. W 2018 ponownie wystartował na wójta Godziszowa, reprezentując ugrupowanie Kukiz’15.